# Denis Fonvizin
Denis Ivanovitj Fonvizin (ryska Денис Иванович Фонвизин), född 14 april 1745 (3 april g.s.) i Moskva, död 12 december 1792 (1 december g.s.) i Sankt Petersburg, var en rysk författare och översättare.
Fonvizin var sannolikt av tysk härstamning. Han var ämbetsman i det ryska utrikesministeriet, och var bland annat Nikita Panins sekreterare. Fonvizin införde den så kallade miljökomedin i den ryska teatern och banade vägen för 1800-talets samhällskritiska litteratur. Han översatte också bland annat Holbergs Moralske Fabler och Jean de France till ryska.
Endast två komedier av Fonvizin är bevarade. "Brigadgeneralen" (1762) var påverkad av Holbergs Jean de France. "Övermagen" var ett tekniskt mindre välbyggt arbete men likafullt ett mästerstycke. Här riktas satirens udd mot sedesråheten och den krassa själviskheten hos samtidens illa uppfostrade lantadel. Han råkade senare i onåd hos Katarina II på grund av några diskussionsinlägg i en tidskrift, och 1788 blev hans karriär stoppad. Sina sista år tillbringade Fonvizin utomlands.